# Michaël Benyahia
Pour les articles homonymes, voir Benyahia.
Michaël Benyahia , né le 21 juillet 2000 à Miami, aux États-Unis est un pilote automobile marocain.

## Biographie

### Débuts en monoplace en Formule 4 (2015-2016)
En 2015, Benyahia fait ses débuts en monoplace en championnat de France de Formule 4. Il termine sa première saison à la dix-septième place avec 12 points. La saison suivante en 2016 il réalise une saison remarquable en remportant une victoire et montant 6 fois sur le podium, ce qui lui permet de terminer la saison troisième avec 218 points.

### Formule Renault 2.0 et pilote d'essais en Formule E (2017)
En début d'année, Benyahia signe avec l'écurie R-ace GP en Formule Renault 2.0 NEC, il dispute 11 courses et termine champion avec 163 points. Parallèlement il dispute trois courses en championnat Eurocup Formula Renault 2.0 et ne marque pas, Il s'engage également en VdeV Challenge, il réalise trois pole-positions, trois tours le plus rapide, deux victoires et trois podiums pour terminer douzième dans le championnat avec 257 points. En septembre 2017, il rejoint l'écurie Venturi Formula E en Formule E en tant que pilote d'essais, Un mois plus tard, il prend part à la session de Valence puis en janvier 2018, il dispute le test rookie du ePrix de Marrakech où il devient le plus jeune pilote parmi les 20 participants, il termine dix-neuvième de la première session d'essais puis dix-huitième de la deuxième session.

### Formule 3 espagnole et Open Euroformula (2018)
En 2018, Benyahia rejoint le championnat Euroformula Open au sein de l'écurie RP Motorsport mais ne dispute que six courses où il termine à la dix-neuvième place avec 9 points, il dispute également deux courses en championnat d'Espagne de Formule 3 où il se classe seizième du championnat avec 4 points.

## Carrière

### Résultats en monoplace
| Saison    | Championnat                        | Équipe            | Courses                 | Victoires               | Pole positions          | Meilleurs tours         | Podiums                 | Points                  | Classement              |
| --------- | ---------------------------------- | ----------------- | ----------------------- | ----------------------- | ----------------------- | ----------------------- | ----------------------- | ----------------------- | ----------------------- |
| 2015      | Championnat de France de Formule 4 | écurie inconnue   | 18                      | 0                       | 0                       | 0                       | 0                       | 12                      | 17e                     |
| 2016      | Championnat de France de Formule 4 | écurie inconnue   | 23                      | 1                       | 0                       | 0                       | 6                       | 218                     | 3e                      |
| 2017      | VdeV Challenge                     | R-ace GP          | 6                       | 2                       | 3                       | 3                       | 3                       | 257                     | 12e                     |
| 2017      | Formule Renault 2.0 NEC            | R-ace GP          | 11                      | 0                       | 0                       | 1                       | 4                       | 163                     | Champion                |
| 2017      | Eurocup Formula Renault 2.0        | R-ace GP          | 3                       | 0                       | 0                       | 1                       | 0                       | 0†                      | n.c                     |
| 2017-2018 | Formule E                          | Venturi Formula E | Pilote de développement | Pilote de développement | Pilote de développement | Pilote de développement | Pilote de développement | Pilote de développement | Pilote de développement |
| 2018      | Euroformula Open                   | RP Motorsport     | 6                       | 0                       | 0                       | 0                       | 0                       | 9                       | 19e                     |
| 2018      | Championnat d'Espagne de Formule 3 | RP Motorsport     | 2                       | 0                       | 0                       | 0                       | 0                       | 4                       | 16e                     |

† Benyahia étant un pilote invité, il était inéligible pour marquer des points.